# Выживший (роман Хесуса Ф. Гонсалеса)
«Выживший» — роман Хесуса Ф. Гонсалеса в жанре хоррор. Основная идея романа была первоначально опубликована издательством Delirium Books в 2002 году как повесть под названием «Материнский инстинкт». Большинство критиков относят книгу к под-жанру хардкор ужасов, так как Гонсалес в графических деталях исследует такие весьма спорные темы как зоофилия, каннибализм, увечья, некрофилия и снафф фильмы.

## Сюжет
Пока Брэд и его жена Лиза планируют романтический уикенд, Лиза с восторгом и нетерпением ждет возможности сообщить мужу прекрасную новость о том, что она беременна. Однако перспектива их отдыха рушится почти мгновенно, поскольку они оказываются вовлечены в странную стычку на дороге, в результате чего окружной шериф арестовывает Брэда за неосторожное вождение. Недолго спустя одинокую и беззащитную Лизу похищает банда садистов, они собираются изощренно и жестоко пытать молодую женщину, медленно и мучительно убивая её, и записывая всё на пленку с целью наживы. В маленькой лесной хижине, где её держат, она встречает своего партнера по снафф фильму: мазохиста, хорошо сведущего в извращениях и особенно жаждущего помучить Лизу. Отчаявшись спасти свою жизнь и жизнь её не рождённого малыша, Лиза, отказавшись от всякой морали, чтобы выжить, заключает сделку со своими похитителями, предлагая жизнь другого невинного человека взамен своей.

## История создания
В интервью журналу Bookgasm автор романа Х. Ф. Гонсалес поделился тем как его собственный опыт столкновения с агрессией на дороге вдохновил его на изначальную концепцию повести «Материнский инстинкт», которая в итоге стала романом «Выживший». Цель такого жестокого и безжалостного произведения автор объясняет так: «У меня не было намерения создавать что-то с таким парализующим эффектом, я просто хотел до усрачки взволновать читателя вот и всё. В то же время я начал писать короткую повесть „Материнский инстинкт“, который я позже расширил до романа, назвав его „Выживший“, я, собственно говоря, был без понятия как роман будет развиваться и как закончится. Сами герои рассказывали мне эту историю. Я, как и все остальные, был потрясен тем, что происходит, но я также понимал, что если откажусь, если заставлю определённые сюжетные моменты или мотивы пойти по более безопасному „счастливому“ пути, всё это прозвучит фальшиво».

## Мнение критиков
Реакция на роман Гонсалеса с момента его выхода в 2004 году была в основном позитивной. После того как автор подписал контракт с издательством Leisure Books в 2006, авторитетный New York Times так описал его: « [Выживший] отвращает взгляд от своих страниц, через мгновение, притягивая его вновь. Роман создает поистине сокровенную, интимную связь между писателем и читателем, которую может создать только истинный хоррор в самом лучшем своем воплощении».

## История публикаций
Впервые «Выживший» был опубликован небольшим издательством Midnight Library в 2004 году. Успех романа вскоре привлек внимание Leisure Books и в 2006 году был выкуплен, став частью отдела литературы жанра ужасов. Х. Ф. Гонсалес, однако, подчеркнул свое недовольство версией издания Leisure Books. «Выживший» был переиздан вновь в 2011 издательством Deadite с пометкой на жуткой обложке «Издание, предпочтенное автором».